# Кобург (град, Орегон)
Кобург (на английски: Coburg) е град в окръг Лейн, щата Орегон, САЩ. Кобург е с население от 1070 жители (2007) и обща площ от 1,8 km². Намира се на 121,31 m надморска височина. ЗИП кодът му е 97408, а телефонният му код е 541.